# Bjarne Jensen (fodboldspiller, født 1959)
 Der er flere personer med dette navn, se Bjarne Jensen.
Bjarne Jensen (født 16. april 1959) er en dansk tidligere fodboldspiller, det siden marts 2010 har været assistenttræner i Brøndby IF
Han har spillet 4 landskampe for Danmarks landshold men aldrig scoret.
Han har rekorden for flest spillede kampe for Brøndby IF: 556.
I efteråret 2007 var han kortvarigt træner for Hvidovre IF.
Bjarne Jensen blev den 2. december 2010 valgt til bestyrelsen i Brøndby I.F.

## Klubber som træner
- 1995-1998: Virum-Sorgenfri Boldklub
- 2000-2001: Brønshøj Boldklub
- 2005-2006: Allerød FK
- 2007: Hvidovre IF
- 2008-2009: Herlev IF
- 2009-2010: Elite 3000 Helsingør
- 2010- : Assistenttræner i Brøndby IF